# Archidium elatum
Archidium elatum är en bladmossart som beskrevs av Hugh Neville Dixon och George Osborne King Sainsbury 1945. Archidium elatum ingår i släktet Archidium och familjen Archidiaceae. IUCN kategoriserar arten globalt som nära hotad. Inga underarter finns listade i Catalogue of Life.